# Bucaramanga
Bucaramanga (lokaal ook afgekort tot "Bucara") is een stad en gemeente in de Cordillera Oriental, onderdeel van de Colombiaanse Andes, gelegen op 1189 meter hoogte in het departement Santander, waarvan het de hoofdstad is. Bucaramanga telt 549.263 inwoners, maar de agglomeratie die deels ook op het grondgebied van de omliggende gemeenten ligt, heeft 1.059.000 inwoners. Hiermee is Bucaramanga na Bogota, Medellín, Cali en Barranquilla in inwoneraantal de vijfde stad van Colombia. Bucaramanga is een belangrijke commerciële stad en ligt in het centrum van een van de rijkste koffie- en tabaksplantagegebieden van Colombia. In de stad worden textiel, sigaretten en ijzergoederen vervaardigd. De stad heeft een hoogwaardige (technische) universiteit, de Universidad Industrial de Santander (UIS). Ook staat de stad beroemd om haar schoenenproductie. Bucaramanga is de naamgever van een keten van schoenenwinkels in andere steden.

## Geschiedenis
Bucaramanga werd gesticht in 1622. Veel monumenten uit de koloniale periode zijn bewaard gebleven. Het nabijgelegen stadje Girón is helemaal in de oorspronkelijke staat met karakteristieke witte huizen. Bucaramanga is zetel van het aartsbisdom Bucaramanga. De stad bleef lang geïsoleerd van de andere Colombiaanse steden door de grote afstanden door het bergachtige gebied; een ritje van Bogota naar Bucaramanga is ongeveer 390 kilometer. Per bus legt men dit in 8-10 uur af.
Midden 19e eeuw kwam de Duitser Geo von Lengerke in de omgeving van Bucaramanga wonen. Hij was succesvol in civiele constructie en daarna in de handel in exotische producten. Zo konden de inwoners van Bucaramanga en omgeving in het midden van de 19e eeuw beschikken over Chinees porselein, piano's en andere ongekende luxeproducten voor die tijd.

## Landschap en cultuur
De stad ligt op de weg van Bogotá naar Barranquilla en is een tussenstop voor Colombiaanse toeristen. Ten zuiden van Bucaramanga bevindt zich het nationaal park Chicamocha, door de lokale bewoners Panache (Parque nacional de chicamocha) genoemd.
In de omgeving heeft een Duitse archeoloog huizen uit de precolumbiaanse tijd laten bouwen. De oorspronkelijke bewoners van Santander waren de guanes.
In de omgeving van Bucaramanga wordt het eten van geroosterde mieren (hormigas culonas; "mieren met dikke billen") als vruchtbaarheidsverhogende delicatesse gezien. Men eet van de in het voorjaar gevangen en geroosterde mier, die naar popcorn smaakt, alleen het achterlijf ("de billen").

## Klimaat
Bucaramanga kent een zomers warm en redelijk vochtig klimaat dat gedurende het jaar ongeveer constant is.
| Maand | jan  | feb  | mrt  | apr  | mei  | jun  | jul  | aug  | sep  | okt  | nov  | dec  | Jaar  |
| --- | ---- | ---- | ---- | ---- | ---- | ---- | ---- | ---- | ---- | ---- | ---- | ---- | ----- |
| Gemiddeld maximum (°C)                                                                                                   | 30,0 | 29,0 | 28,0 | 27,5 | 27,1 | 25,0 | 26,1 | 27,4 | 27,8 | 28,3 | 27,2 | 28,5 | 27,1  |
| Gemiddeld minimum (°C)                                                                                                   | 19,0 | 19,6 | 18,4 | 17,6 | 16,0 | 15,4 | 16,0 | 18,1 | 17,1 | 18,9 | 19,0 | 18,5 | 17,5  |
| |      |      |      |      |      |      |      |      |      |      |      |      |       |
| Neerslag (mm) | 81   | 90   | 121  | 133  | 110  | 112  | 106  | 103  | 98   | 133  | 119  | 73   | 1.279 |
| Zonuren (uur/dag) | 151  | 116  | 107  | 106  | 91   | 90   | 86   | 118  | 111  | 114  | 166  | 123  | 114,9 |
| Regendagen (dag) | 10   | 14   | 14   | 17   | 18   | 20   | 24   | 20   | 19   | 18   | 14   | 11   | 199   |
| Relatieve luchtvochtigheid (%)                                                                                           | 80   | 80   | 82   | 83   | 88   | 89   | 82   | 82   | 83   | 84   | 85   | 83   | 83,4  |
| Bron: (es) Atlas Climatológico de Colombia - Instituto de Hidrología, Meteorología e Investigaciones Ambientales (IDEAM) |      |      |      |      |      |      |      |      |      |      |      |      |       |

## Stedenbanden
Bucaramanga heeft de volgende stedenbanden:
- Celaya
- Concepción
- Cúcuta
- Fort Lauderdale
- Grenoble[1]
- Nuuk
- Ribeirão Preto
- San Luis Potosí
- San Pablo
- Santa Marta[2]

## Geboren in Bucaramanga
- Luis Carlos Galán (1943-1989), politicus
- Norberto Peluffo (1958), voetballer
- Mario Coll (1960), voetballer

## Galerij

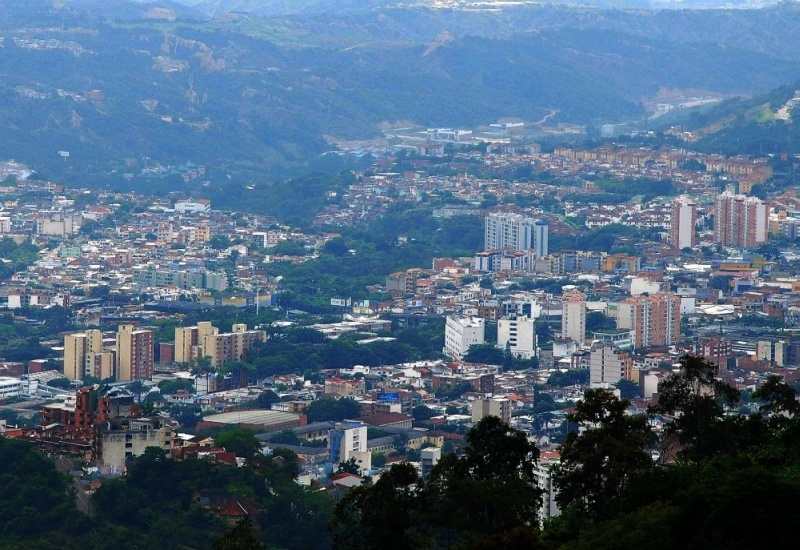
Bucaramanga
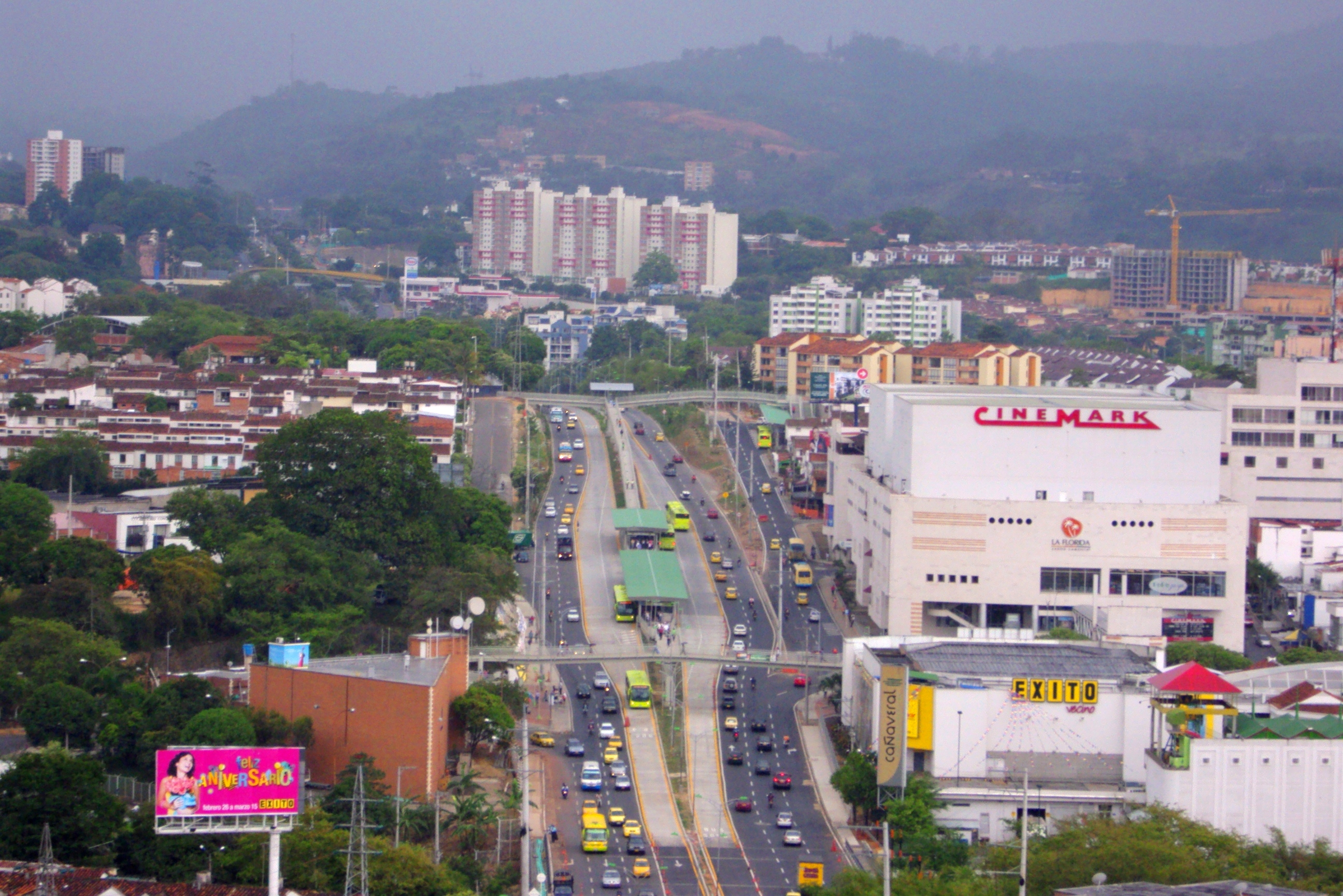
Cañaveral
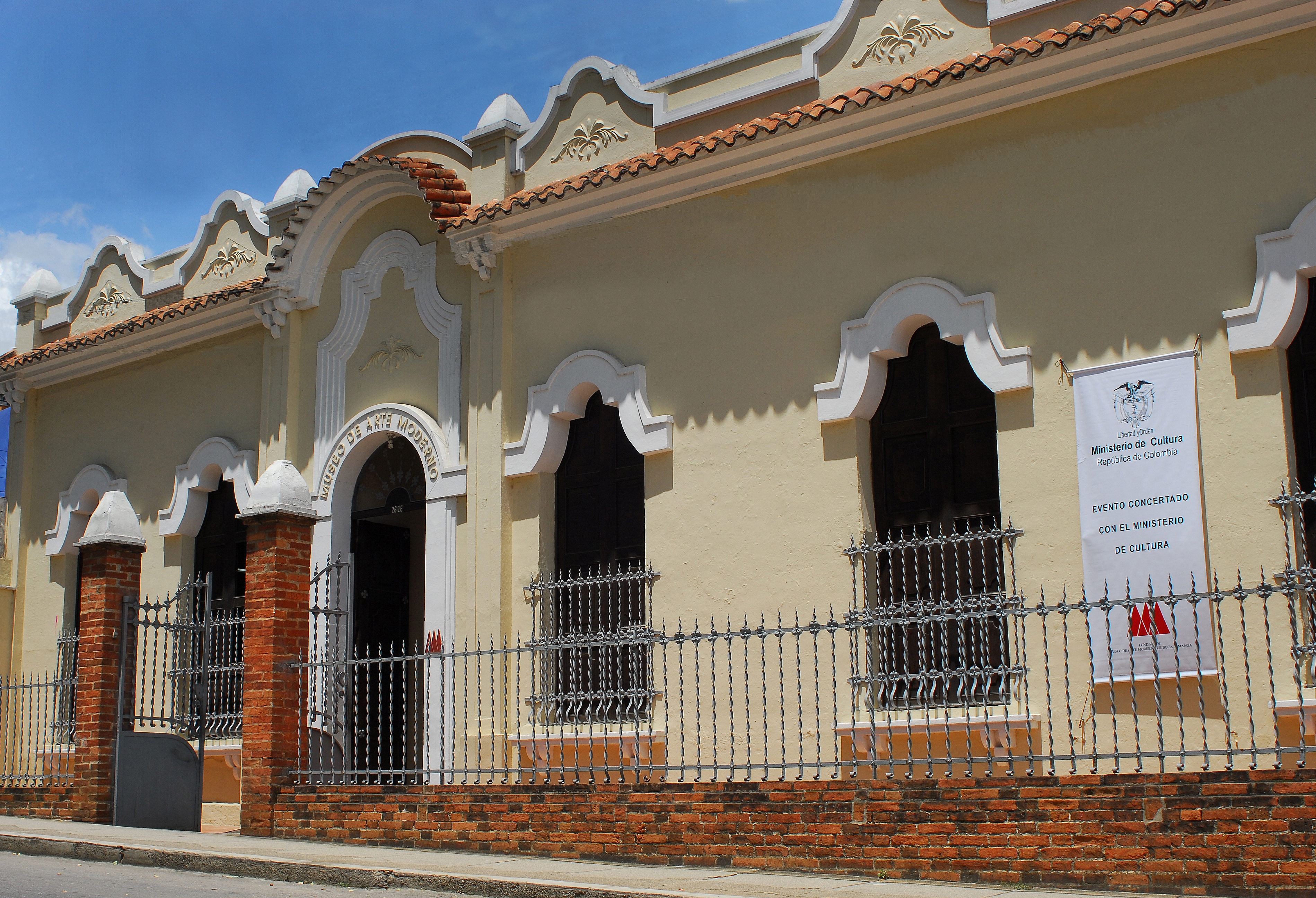
Museum voor moderne kunst
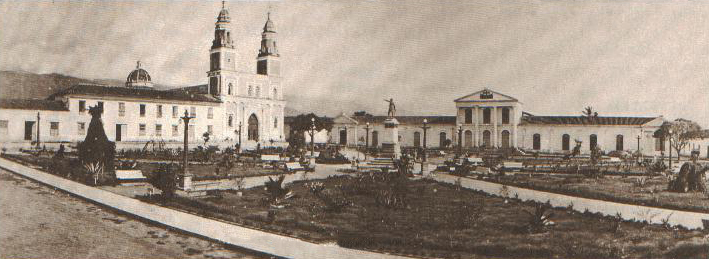
Bucaramanga in 1882